# Senegalesische Botschaft in Gambia
Die Senegalesische Botschaft in Gambia ist die Diplomatische Vertretung des Senegal in Gambia. Sie befindet sich an der Kairaba Avenue in Kanifing, der Nachbarstadt der Hauptstadt Banjul.
Die Diplomatische Vertretung in Gambia wird auch als Haut Commissariat bezeichnet. Der Amtsbezirk umfasst neben Gambia auch die Staaten Sierra Leone und Liberia. In den Hauptstädten Monrovia (Liberia) und Freetown (Sierra Leone) unterhält Senegal Honorarkonsulate.

## Geschichte
Die Kanzlei in Banjul (Gambia), damals noch Bathurst, wurde 1961 als Generalkonsulat an der Cameroun Street eröffnet. Geführt wurde es von Konsul Amadou Diouf. Mit der Aufnahme diplomatischer Beziehungen nach der Unabhängigkeit Gambias von Großbritannien, wurde das vormalige Generalkonsulat 1965 als Haut Commissariat zum Amtssitz des ersten Botschafters, der in Gambia nicht nur als Ambassadeur (Botschafter), sondern auch als Haut Commissaire (Hoher Kommissar) tituliert wird. 1996 verlegte die Botschaft ihren Sitz von Banjul in die Nachbarstadt Kanifing in die Kairaba Avenue, Ecke Pipeline Road, Haus n° 59. Die Berufung des gegenwärtigen Botschafters Bassirou Sène als Nachfolger von Saliou Ndiaye wurde im Juli 2019 bekannt.